# Buffalo Springs (Dallam County)
Buffalo Springs ist eine Ranch im texanischen Dallam County.
Sie liegt etwa 45 Kilometer nordwestlich des Verwaltungssitzes Dalhart im Rita Blanca National Grassland unweit der Staatengrenze zwischen Texas und Oklahoma.
Der Name deutet auf das wasserreiche Quellgebiet hin, in dem die Ranch liegt. Seit Beginn des 17. Jahrhunderts diente das Gebiet Indianern als Lagerplatz und Jagdgrund. Später befand sich hier eine Viehtränke. Von 1878 an war Buffalo Springs erstes Hauptquartier der XIT Ranch, einer der größten Rinderwirtschaften, die je in den Vereinigten Staaten betrieben wurden.
Wegen des Einsatzes von Bewässerungsanlagen sank der Wasseraustritt der Quellen von 142 Liter/Sekunde im Jahr 1907 bis 1977 auf 6,5 Liter/Sekunde.